# 劉威廷 (台灣藝人)
劉威廷（1991年4月9日—），藝名海產，出生於臺灣台中市。2011年，大學時期曾參加《超級偶像7》校園組36強資格賽（獲得32強），因為在節目上唱了一首名為《海產》的歌曲，曲中結合多種海產生物，讓人印象深刻，因此有了現在的藝名。而後因為參與《大學生了沒》錄影，成為固定班底，正式出道。憑著出色的創作才華，曾在街頭為謝和弦等知名藝人伴奏。除了唱作俱佳的音樂才華，後來陸續參與錄製《小明星大跟班》《綜藝大熱門》等節目。

## 節目主持
| 年份   | 頻道                    | 節目                 |
| ------ | ----------------------- | -------------------- |
| 2015年 | 麥卡貝網路電視          | Music那些事(直播)    |
| 2019年 | Vidol.tv、SETN.com Live | 大哥開什麼東西(直播) |
| 2021年 | Now電玩Facebook專頁     | 今晚衝嗎(直播)       |
| 2021年 | 明星許願池YouTube頻道   | 擊敗調查局(網路外景) |

## 電視劇
| 年份   | 頻道       | 劇名             | 角色       |
| ------ | ---------- | ---------------- | ---------- |
| 2015年 | 中天綜合台 | PMAM之慾望俱樂部 | 客串       |
| 2018年 | 台視       | 我的男孩         | 安慶輝同事 |

## 電影
| 年份   | 片名              | 角色 |
| ------ | ----------------- | ---- |
| 2020年 | 愛奇藝 打Call天團 | 客串 |

## 廣告
- 2016年 手機遊戲 文明爭戰 [戰爭冷知識 第一集]
- 2020年 手機遊戲 奇蹟MU

## 校園主持
- 嶺東科技大學校園演唱
- 台中科技大學迎新演唱
- 僑光科技大學歌唱比賽
- 朝陽科技大學歌唱比賽

## 外部連結
- 海產的Facebook專頁
- YouTube上的海產頻道
- 海產的Instagram帳戶